# Studebaker Land Cruiser
La Land Cruiser è un'autovettura costruita dalla Studebaker dal 1934 al 1954.

## Contesto
Era assemblata negli impianti della casa automobilistica statunitense di South Bend, in Indiana. La Land Cruiser debuttò insieme alla Silver Arrow, un prodotto di lusso Studebaker fabbricato dalla Pierce-Arrow
La Land Cruiser fu introdotta nel 1934 al Century of Progress di Chicago come berlina. Molte delle caratteristiche aerodinamiche della vettura furono condivise dalla Pierce Silver Arrow. Il lavoro su entrambi i modelli fu eseguito prima che la Studebaker venisse messa in amministrazione controllata nel marzo 1933, e la Pierce-Arrow venisse venduta agli investitori
La produzione della Land Cruiser iniziò ad essere presente effettivamente nei concessionari alla fine del 1933, come modelli del 1934, anno di lancio ufficiale della vettura. Il modello fu progettato inizialmente come carrozzeria e classificato come President. Le vetture della prima produzione erano vendute a circa 1500 dollari.
Il telaio era condiviso con quello montato nel 1936 sulla President e sulla Commander. Infatti tra il 1937 ed il 1940  la Land Cruiser era denominata Commander Cruiser e President Cruiser. Il nome Land Cruiser ritornò nel 1941 ed il 1942. Oltre ad offrire la Land Cruiser prodotta nelle linee della Commander e President, nel 1941 la Studebaker introdusse la lussuosa Skyway Land Cruiser che includeva un parabrezza leggermente curvo e tutto in un pezzo, passaruota posteriori carenati ed alcuni particolari da vettura di lusso.
L'evoluzione della vettura continuò, e nel 1947 la Land Cruiser era così rivoluzionaria che i progettisti delle altre case automobilistiche si affrettarono alle loro tavole da disegno. Mentre gli altri costruttori agirono sulla cromatura dei loro modelli pre-guerra, la Studebaker applicò alla Land Cruiser il suo motto "First by Far with a Postwar Car" (cioè "di gran lunga la prima con un'auto post-bellica"), predisponendo una carrozzeria completamente nuova. Con questa innovazione la Land Cruiser risultò la vettura Studebaker con il più lungo passo (3150 mm). Furono anche installate portiere che si aprivano al centro incernierate posteriormente, ed un motore Studebaker a sei cilindri in linea. La Land Cruiser era proposta a 2043 dollari, con incluso un parabrezza curvato, un orologio elettrico e i tappetini anteriori e posteriori. Miglioramenti successivi portarono il costo della vettura a 2265 dollari nel 1948 e 2328 dollari nel 1949.
Come le altre case automobilistiche, appena dopo la seconda guerra mondiale, la Studebaker non sentì il bisogno di migliorare le proprie vetture. Ma nel 1950 ci fu un rinnovamento nelle automobili, e la Studebaker si adattò già nei modelli del 1949, con conseguente riprogettazione. La Studebaker conservò poi il design fino al 1952. Più di 10.000 di Land Cruiser furono vendute tra il 1949 ed il 1950. In questo periodo fu introdotto il cambio automatico, che era tra i più avanzati del periodo. Montava un blocco per il convertitore di coppia che permetteva una guida senza perdite di potenza nelle marce alte. Il prezzo per una Land Cruiser nel 1950 era cresciuto a 2187 dollari.
Le Land Cruiser vendute dopo il 1950 furono circa 12.000, e questo fu probabilmente associato al lancio del nuovo motore Studebaker da otto cilindri V. L'aspetto dell'avantreno fu il medesimo con aggiornamenti di dettaglio. Il prezzo salì a 2289 dollari.
Nel 1952 la Land Cruier fu l'ultima ad usare i fanali in vetro per le luci posteriori e le luci di parcheggio.
La Land Cruiser del 1953 fu un punto di svolta rispetto ai modelli precedenti, ed era venduto a 2316 dollari. Il telaio era della serie Starliner e della Starlight, ma ci furono problemi iniziali, principalmente sulla chiusura dei parafanghi anteriori.
In aggiunta il motore non fu indovinato. Sembrava affidabile quando fu progettato sul banco di prova, ma ebbe problemi dopo l'installazione sulla vettura.
Anche il telaio ebbe problemi. Poteva flettere rispetto al corpo della vettura, ma si muoveva troppo e dava problemi per l'apertura delle portiere in casi particolari, come per esempio durante il cambio di una gomma forata. In seguito fu rivisto, ma non fu sufficiente. Il problema, infatti, causò disagi e riparazioni frettolose ed approssimative, e si tendeva a dare al modello dei soprannomi maligni quasi immediatamente.
Il servosterzo ebbe problemi anch'esso, anche se era rivoluzionario per l'epoca. Bastava applicare poca forza per girare il volante, ma era rumoroso. Solo 100 esemplari furono venduti prima che la Studebaker iniziò ad usare i componenti costruiti dalla GM Saginaw, del gruppo General Motors.

La Studebaker ebbe problemi con la Mercedes-Benz. Utilizzò infatti la famosa stella a tre punte, emblema della casa automobilistica tedesca, capovolta ed applicata ai cofani delle sue vetture. A seguito di una lunga diatriba, la Studebaker tolse l'emblema. Oggi questi oggetti sono ambiti dai collezionisti.

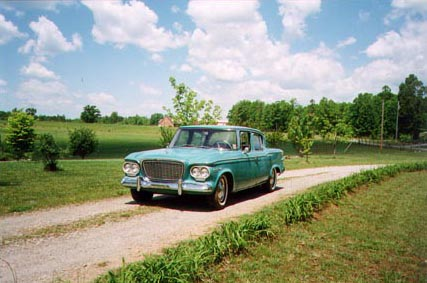
Una Studebaker Lark Cruiser del 1961

I problemi di costruzione furono corretti nel 1954 con l'aggiunta di metallo più pesante nel telaio e traverse di rinforzo. Gli interni furono completamente rivisti dalla progettista Eleanor LeMaire. La designer richiese quattro colori aggiuntivi rispetto alle dotazione precedente, eliminando gli inserti in grigio spento dell'anno precedente. Questi nuovi colori includevano il verde, il blu e il grigio-argento.
Il frontale presentava una griglia aveva cinque piccole barre verticali, che la differenziava dai modelli precedenti.
Aveva freni più grandi e non regolabili, che accorciavano lo spazio di frenata.
La potenza del motore fu incrementata a 127 hp come risultato di incremento del rapporto di compressione, portato da 7 a 7,5.
C'era anche un pannello strumentazione dal disegno più morbido, dove erano stati eliminati gli inserti in legno.
Nel 1954 la Land Cruiser era venduta a 2438 dollari
L'opinione pubblica apprezzava la Land Cruiser più della President. Però l'abbondanza nell'uso del cromo nelle rifiniture allontanò molti potenziali clienti dalle vetture della Studebaker.
Nel 1955 il nome Land Cruiser fu cambiato. I modelli di punta della Studebaker nel triennio 1955-1958 si chiamavano President, riprendendo il nome di una riuscita vettura Studebaker prodotta prima della seconda guerra mondiale. Nel 1958 la President fu sostituita dalla compatta Lark.
Nel 1961 la Studebaker aggiunse alla gamma Lark la “Cruise”, che continuò la produzione fino al 1966, anno di chiusura della casa automobilistica statunitense. Questo modello era costruito su un più lungo passo, un migliore equipaggiamento e rifiniture più lussuose rispetto alla Land Cruiser.